# Behningiidae
Behningiidae is een familie van haften (Ephemeroptera).

## Geslachten
De familie Behningiidae omvat de volgende geslachten:
- Behningia Lestage, 1930
- Dolania Edmunds & Traver, 1959
- Protobehningia Tshernova & Bajkova, 1960